# Telefe (Buenos Aires)
El Canal 11 de Buenos Aires es una estación de televisión abierta argentina que transmite desde la ciudad de Buenos Aires. La emisora se llega a ver en todo el Gran Buenos Aires y zonas aledañas. Es la estación principal de la cadena Telefe y su programación se encuentra disponible en todo el territorio nacional mediante estaciones afiliadas que reciben su señal por satélite.
Es operado por Paramount Global a través del Grupo Telefe.

## Historia

### Adjudicación y primeros años
El 28 de abril de 1958, mediante el Decreto Ley 6287, el Poder Ejecutivo Nacional (en ese entonces a cargo del militar Pedro Aramburu, dentro de la llamada Revolución Libertadora) adjudicó a la empresa Difusión Contemporánea S.A. (Dicon) una licencia para explotar la frecuencia del Canal 11 de la ciudad de Buenos Aires. En ese entonces, Dicon estaba conformada por 120 socios, muchos de ellos vinculados a la Iglesia (principalmente a congregaciones jesuitas). También contó con el apoyo de la estadounidense American Broadcasting Company, que participaba en el canal como productora de contenidos (debido a que la Ley de Radiodifusión prohibía la participación accionaria de empresas extranjeras en las licenciatarias de emisoras de radio y televisión), debido a dificultades financieras, la firma alcanzó un acuerdo comercial, creándose Telerama S.R.L., lo que posibilitó hacer mejoras edilicias y la construcción de nuevos estudios.
La emisora inicio sus operaciones el 21 de julio de 1961 como LS 84 TV Canal 11 de Buenos Aires y operando bajo el nombre comercial de Teleonce. El canal se estableció en ese entonces en Pavón 2444, ubicado en el barrio porteño de San Cristóbal.

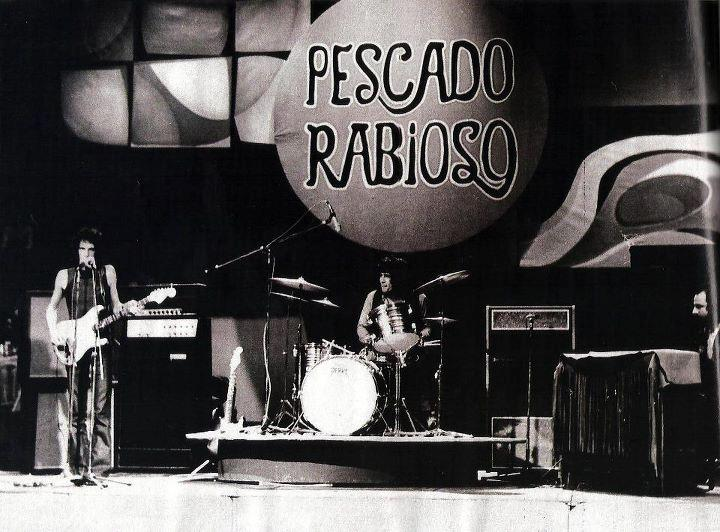
Presentación en vivo en Canal 11 de Pescado Rabioso, banda liderada por Luis Alberto Spinetta, 1972.

Durante su primera década en el aire, los programas más destacados del canal fueron Cosa Juzgada, El repórter Esso, adaptación visual del mítico informativo de la radio, Música en el Aire, No toca botón, Operación Ja-Já, ambas producidas por los hermanos Sofovich, Radiolandia en TV y Tato, siempre en domingo, donde se daría a conocer el célebre humorista Tato Bores.
A medida que avanzaba la década de 1960, la programación familiar del canal no pudo competir exitosamente ante el canal 9 del "zar" Alejandro Romay y tampoco contaba con grandes espaldas financieras como en el caso del canal 13, propiedad del cubano Goar Mestre y asociada a la Columbia Broadcasting System. Para 1970, Héctor Ricardo García, dueño del diario Crónica, se convirtió en el nuevo dueño del canal, dándole un carácter más popular.
También su otro estudio del viejo Canal 11, era Matheu 1539 en el barrio porteño de San Cristóbal, donde emitía programas, telenovelas y noticieros.

### Intervención y estatización
El 8 de octubre de 1973, el Estado Nacional (que en esos momentos era gobernado por Raúl Alberto Lastiri) declaró vencidas las licencias de los canales 9, 11 y 13, 8 de Mar del Plata y 7 de Mendoza; las cuales fueron intervenidas.
El 26 de septiembre de 1974, durante la presidencia de Isabel Perón y mediante el Decreto 919, el Estado Nacional declaró de interés público la explotación de Difusión Contemporánea, lo que provocó que Canal 11 fuese estatizado.
Durante la dictadura autodenominada Proceso de Reorganización Nacional, de 1976 a 1983, Canal 11 fue administrado por la Fuerza Aérea.
En 1982, el Comité Federal de Radiodifusión llamó en tres ocasiones a concurso para la explotación de Canal 11: el 3 de mayo mediante la Resolución 280 (concurso que fue cancelado el 31 de ese mes mediante la Resolución 326), el 15 de junio mediante la Resolución 358 y el 28 de octubre mediante la Resolución 611 (cuya licitación fue suspendida el 27 de diciembre, mediante la Resolución 733, y retomada el 27 de septiembre de 1983, mediante la Resolución 617).

### Privatización y primeros años de Telefe
El 21 de diciembre de 1989, el presidente Carlos Menem dispuso por decreto la privatización de los Canales 11 y 13 de la ciudad de Buenos Aires. Una de las empresas que participó en esas licitaciones era la sociedad Televisión Federal S.A. (Telefe), que tuvo en esos momentos como principales accionistas a Televisoras Provinciales S.A. (integrada por Dicor Difusión Córdoba S.A. -Canal 8 de Córdoba-, Radiodifusora de Rosario Rader S.A. -Canal 5 de Rosario-, Neuquén TV S.A. -Canal 7 de Neuquén-, Radio Visión Jujuy S.A. -Canal 7 de San Salvador de Jujuy-, Emisora Arenales de Radiodifusión S.A. -Canal 8 de Mar del Plata-, Televisora Tucumana Color S.A. -Canal 8 de Tucumán-, Telenueva S.A. -Canal 9 de Bahía Blanca-, Cuyo Televisión S.A. -Canal 9 de Mendoza-, Compañía de Radio y Televisión del Noroeste S.A. -Canal 11 de Salta-, Televisora Santafesina S.A. -Canal 13 de Santa Fe-) en un 30% y a Editorial Atlántida (a través de Enfisur) en un 14%; los otros accionistas de la empresa fueron Avelino Porto (rector de la Universidad de Belgrano y ex Ministro de Salud de Argentina entre 1991 y 1992), la familia Soldatti y Luis Zanón.
La licitación de Canal 11 fue ganada por la empresa Arte Radiotelevisivo Argentino (Artear), propiedad del Grupo Clarín. No obstante, debido a que también había obtenido la licencia de Canal 13, tenía que optar por uno de ellos y decidió quedarse con este último y por lo tanto, el 11 terminó en manos de Televisión Federal. La licencia se hizo efectiva el 15 de enero de 1990; mientras que el 5 de marzo de ese año, el canal adopta el nombre de Telefe.
El diario Ámbito Financiero cuestionó ambas operaciones, sosteniendo que se trató de actos de corrupción para beneficiar al Grupo Clarín:

¡Lamentable!... Se trata de una adjudicación directa eliminando a los tres oferentes para dejar solo a Clarín... El ala política del gobierno, encerrada entre funcionarios inescrupulosos o inhábiles, termina arrojando cada acto de privatización, que tiene el apoyo de los sectores progresistas de la comunicación, en un círculo de inmoralidades, privilegios y violaciones de la ley.
Ámbito Financiero, 26 de diciembre de 1989.

En 1998, mediante la Resolución 2170, la Secretaría de Comunicaciones autorizó a Canal 11 a realizar pruebas en la Televisión Digital Terrestre bajo la normativa ATSC (normativa que fue dispuesta mediante la Resolución 2357). Para ello se le asignó el Canal 10 en la banda de VHF.

### Los años de Telefónica
El 30 de noviembre de 1999, Constancio Vigil, director general de Atlántida Comunicaciones, dio a conocer que el Grupo Telefónica (que tenía el 30% de la empresa) iba a comprar el 100% de las acciones de Telefe (incluyendo a Canal 11), 7 canales del interior y las radios Continental y FM Hit por aproximadamente U$D 530 millones. En simultáneo, también se había dado a conocer que Telefónica iba a adquirir el 50% de Azul Televisión (que incluía a Canal 9) y sus 3 en el interior. Ambas transacciones fueron aprobadas por la Secretaría de Defensa de la Competencia y del Consumidor el 19 de abril de 2000. La compra de ambos canales por parte de Telefónica fueron completadas el 19 de mayo del mismo año.
El 28 de noviembre de 2001, el Comité Federal de Radiodifusión intimó al grupo Telefónica a qué en un plazo de 12 meses venda uno de los canales de Buenos Aires (el 9 o el 11) y de Mar del Plata (el 8 o el 10). Finalmente, el 4 de julio de 2002, Telefónica se deshizo de los canales 9 y 10 a través de la venta de su participación en Azul Televisión a la empresa HFS Media (liderado por Daniel Hadad y Fernando Sokolowicz).
El 17 de noviembre de 2010, la Autoridad Federal de Servicios de Comunicación Audiovisual, mediante la Resolución 327, autorizó al Canal 11 a realizar pruebas en la Televisión Digital Terrestre bajo el estándar ISDB-T (adoptado en Argentina mediante el Decreto 1148 de 2009). Para ello se le asignó el Canal 34 en la banda de UHF.
El 6 de diciembre de 2012, Telefe presentó su plan de adecuación voluntaria ante la Autoridad Federal de Servicios de Comunicación Audiovisual con el fin de adecuarse a la Ley de Servicios de Comunicación Audiovisual, donde propuso poner en venta los canales 7 de Neuquén y 9 de Bahía Blanca. El plan fue aprobado el 16 de diciembre de 2014 (dos años después), logrando Telefónica retener 7 de los 9 canales que pertenecen al Grupo Telefe (entre ellos, el Canal 11). Sin embargo el 29 de diciembre de 2015, mediante el Decreto 267/2015 (publicado el 4 de enero de 2016), se realizaron cambios a varios artículos de la ley (entre ellos el Artículo 45, que indicaba que el licenciatario no podría cubrir con sus medios de comunicación abiertos más del 35% de la población del país); a raíz de la eliminación del porcentaje límite de cobertura nacional, Telefe ya no tendría obligación de vender los dos canales, pudiendo mantener a los 8 canales del interior en su poder. El 2 de febrero de 2016, el Ente Nacional de Comunicaciones (sucesora de la AFSCA) decidió archivar todos los planes de adecuación (incluyendo el de Telefe); como consecuencia de esto, Telefe ya no tiene obligación de vender ninguno de sus canales de televisión.

### Mudanza de sus estudios y venta a Viacom
El 1 de julio de 2014, se dio a conocer que Telefe puso en venta el histórico edificio de Canal 11 en Pavón 2444, el cual albergó a la emisora porteña desde sus inicios, y mover todas las operaciones del canal y de la cadena a un nuevo edificio en la localidad bonaerense de Martínez. La mudanza del centro de operaciones de Telefe fue completada el 5 de diciembre de 2016, dando fin a más de 55 años de historia del 11 en el barrio de San Cristóbal.
El 26 de febrero de 2015, la Autoridad Federal de Servicios de Comunicación Audiovisual, mediante la Resolución 35, le asignó a Telefe el Canal 21.1 para emitir de forma regular (en formato HD) en la Televisión Digital Terrestre. Sin embargo, el Ente Nacional de Comunicaciones, mediante las resoluciones 10090 del 29 de diciembre de 2016 y 1631 del 9 de marzo de 2017, le asignó el canal 34.1.
El 3 de noviembre de 2016, se anunció que el grupo estadounidense Viacom había llegado a un acuerdo para comprar Telefe y sus canales (incluyendo el 11) por U$D 345 millones. La compra se concretó el 15 de noviembre. El ENACOM aprobó la transferencia de Telefe y sus licencias a Viacom el 30 de marzo de 2017.
El 13 de agosto de 2019, CBS Corporation y Viacom anunciaron que llegaron a un acuerdo para fusionar sus respectivas unidades de negocio (incluyendo a Telefe y Canal 11) bajo el paraguas de la primera (que pasaría a llamarse ViacomCBS). La fusión fue completada el 4 de diciembre. Desde el 16 de febrero de 2022, la empresa pasó a llamarse Paramount Global.

## Programación
Canal 11 es considerada la señal generadora de la cadena Telefe, cuyas operaciones se realizan desde Martínez. Como consecuencia de esto, el canal emite toda la programación de la cadena televisiva (entre los cuales, se destacan en la actualidad: Cortá por Lozano, Susana Giménez, Los Simpson y Telefe noticias, entre otros programas).

## Telefe Noticias
El 11 de marzo de 1963, fue emitido por primera vez El repórter Esso, que era conducido por Armando Repetto y que era emitido por el canal. El repórter fue primer noticiero privado que tuvo la televisión argentina.
El actual servicio informativo del canal (que también es el principal servicio informativo de Telefe), Telefe noticias, comenzó a emitirse el 30 de julio de 1990. Actualmente, posee cuatro ediciones (a las 7:00, a las 13:00, a las 20:00 y a la medianoche) que se emiten de lunes a viernes.